# Comè
Comè est une commune et une ville du sud-ouest du Bénin, située dans le département du Mono. La commune est composée de 38 villages et quartiers. 
Depuis les réformes administrative et territoriale de 1999, elle est découpée en cinq arrondissements : Agatogbo, Akodéha , Comé, Oumako, et Ouèdèmè-Pédah.

## Histoire

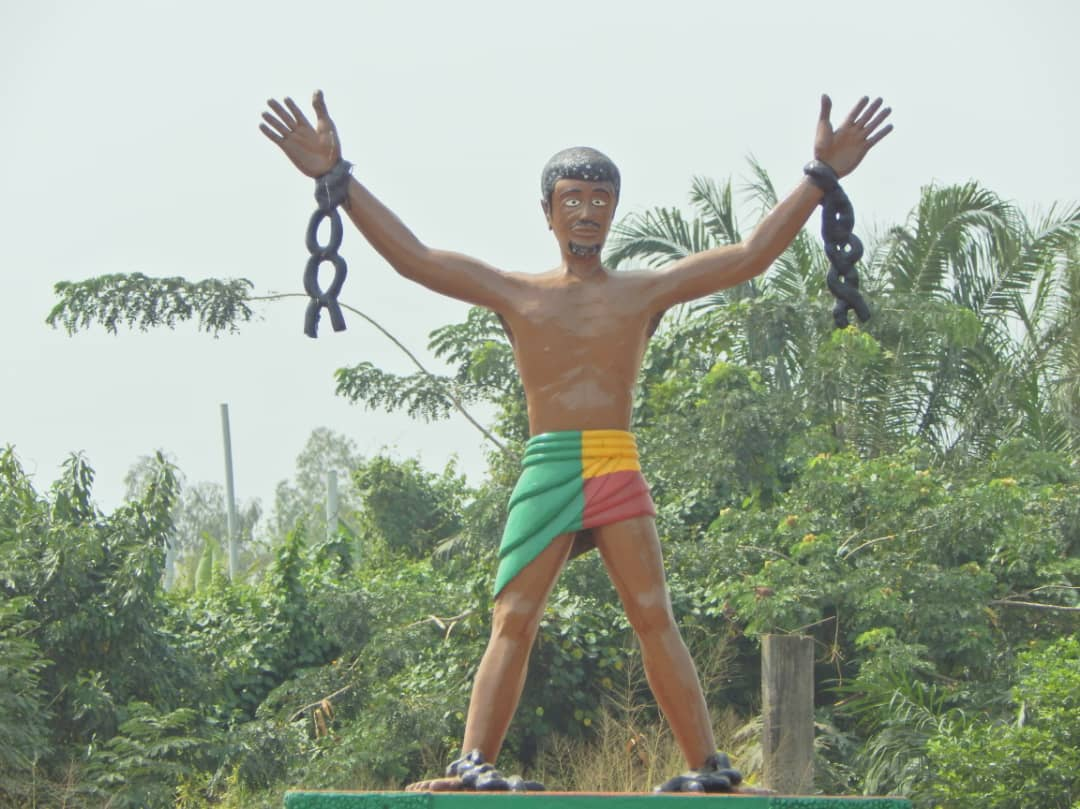
Statue commémorant l'abolition de l'esclavage.

## Géographie
Comè est située à environ 60 km de Cotonou, la capitale économique de la République du Bénin.
La commune se trouve au carrefour de la route inter-États reliant Cotonou à Lomé, au Togo, ce qui en fait un lieu de transfit important. Cette position géographique confère un certain caractère cosmopolite à Comè, influençant sa dynamique sociale et économique. 
| Grand-Popo | Houéyogbé  | Bopa     |
| Grand-Popo | Comè       | Kpomassè |
| Grand-Popo | Grand-Popo | Kpomassè |

## Démographie
Lors du recensement de 2013 (RGPH-4), la commune comptait 79 989 habitants. 
Les principales communautés ethniques vivant à Comé sont les Adja, les Fon, les Pédah et les Ouatchi ,. La principale langue parlée est le ouatchi, ainsi que toutes les langues des autres groupes ethniques.

### Vie communautaire
L'Association des personnes rénovatrices de technologies traditionnelles (APRETECTRA) est un organisme à but non lucratif engagée dans la formation, l'employabilité et l'insertion des jeunes dans les métiers agropasturaux. Elle fournit également des services sociaux de base ainsi que des services en agriculture, en environnement et en entreprenariat. L'organisme est très impliqué auprès des résidents de Comé et des villages avoisinants.

## Économie
L'économie de la ville de Comè est axée sur la pêche, l'agriculture et le commerce.

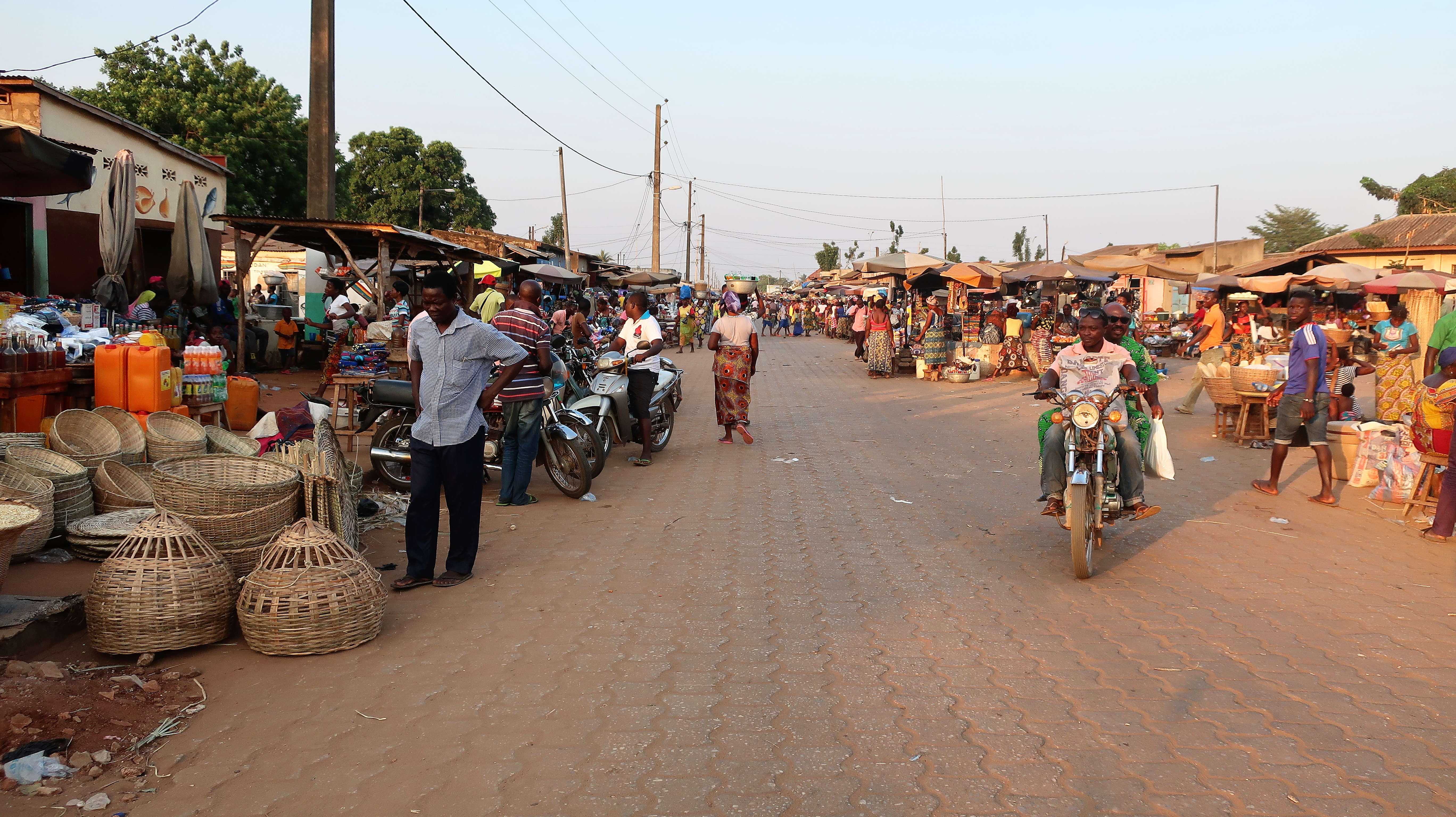
Marché de rue

## Culture
Chaque année est célébré dans la ville, le Agbessignalé, une fête au cours de laquelle se rassemblent les habitants de Comè vivant à l'étranger. Cette fête regroupe les Ouatchis du Bénin, du Togo et du Ghana.

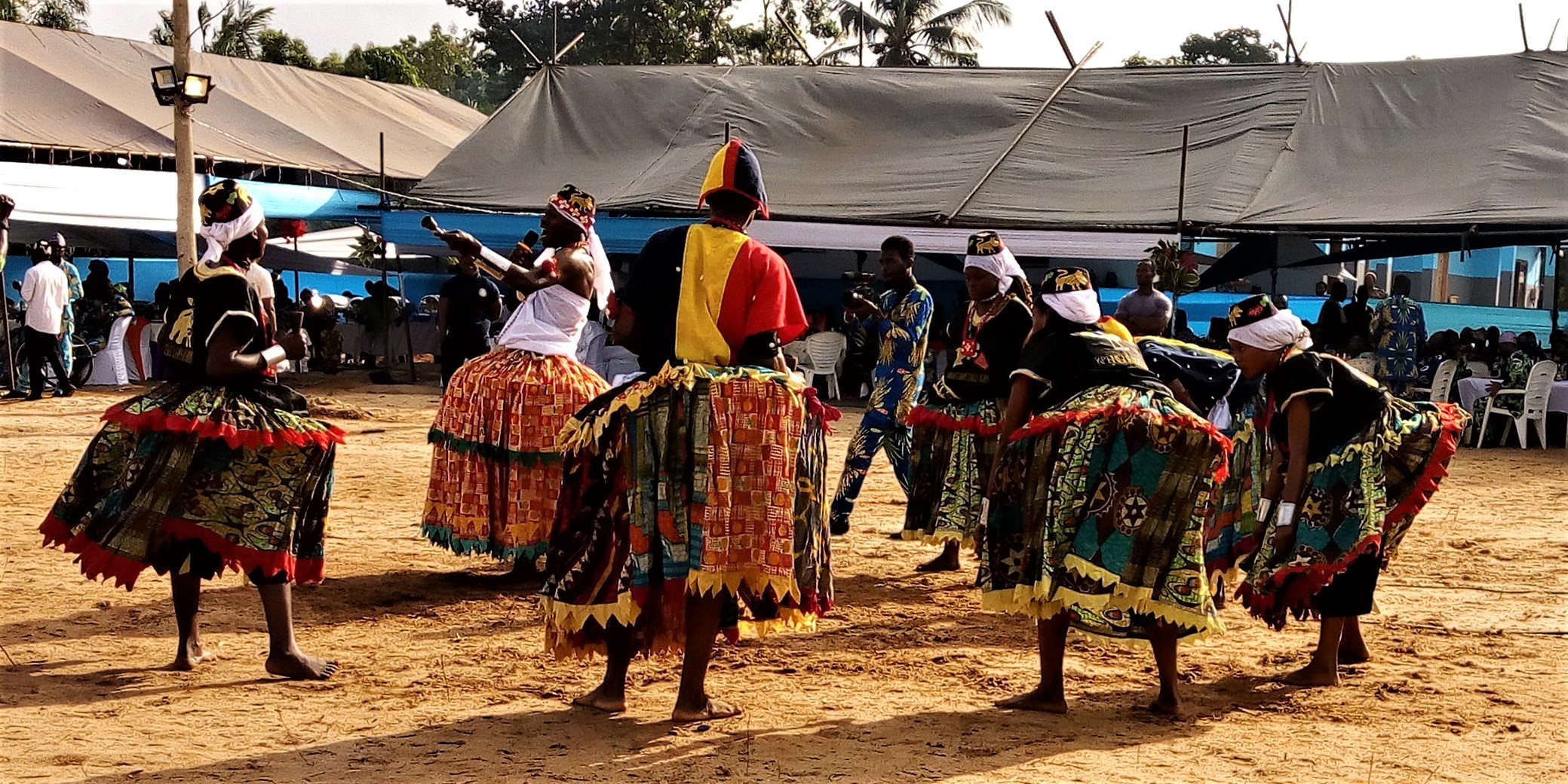
Vodoun sakpata lors d'une cérémonie
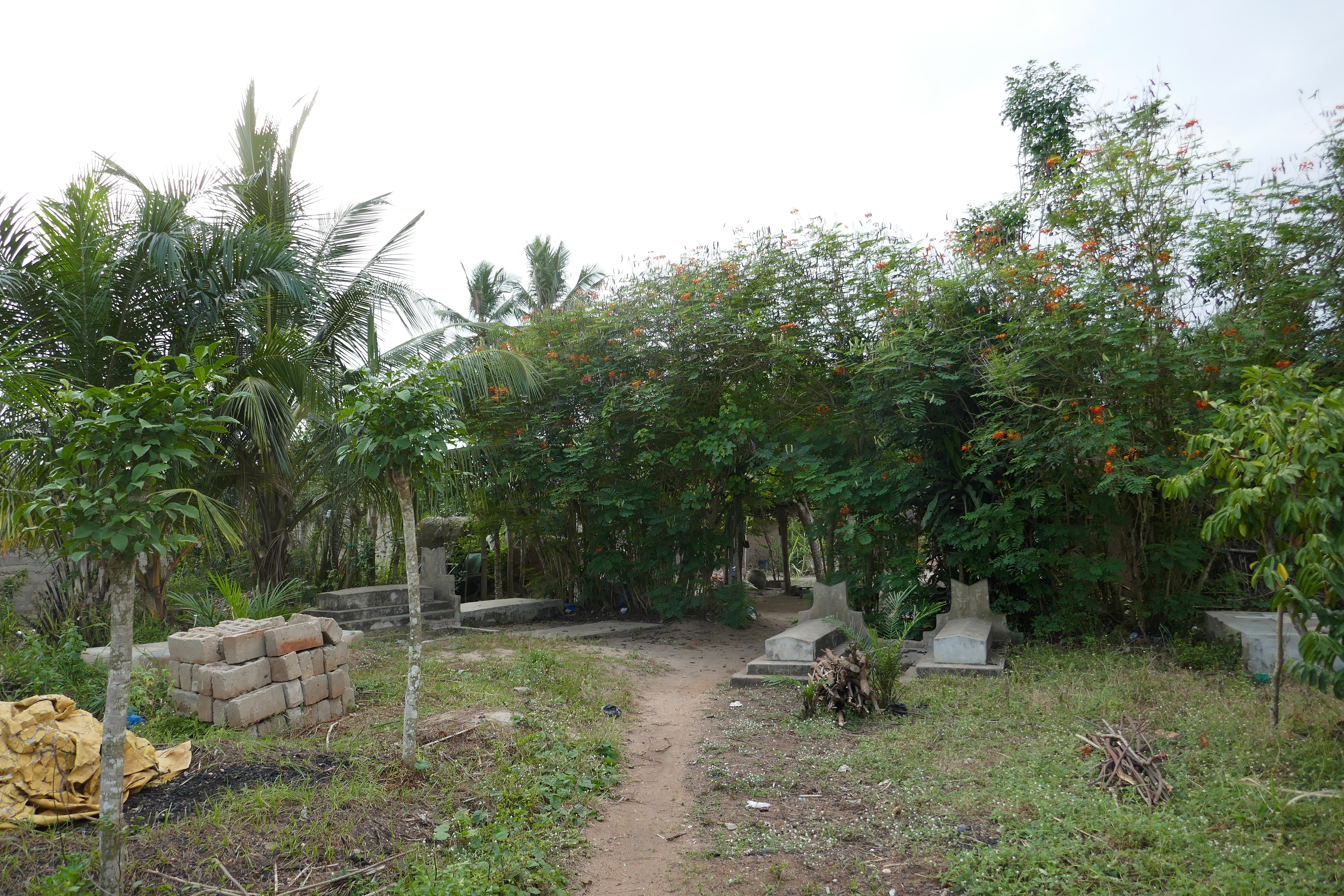
Cimetière de Comè